# ジェンツァーノ・ディ・ルカーニア
ジェンツァーノ・ディ・ルカーニア（イタリア語: Genzano di Lucania）は、イタリア共和国バジリカータ州ポテンツァ県にある、人口約5,700人の基礎自治体（コムーネ）。

## 地理

### 位置・広がり

#### 隣接コムーネ
隣接するコムーネは以下の通り。括弧内のBAはバーリ県、MTはマテーラ県、BTはバルレッタ＝アンドリア＝トラーニ県、所属を示す。
- アチェレンツァ
- バンツィ
- グラヴィーナ・イン・プーリア (BA)
- イルシーナ (MT)
- オッピド・ルカーノ
- パラッツォ・サン・ジェルヴァージオ
- ポッジョルシーニ (BA)
- スピナッツォーラ (BT)